# Anthypna meles
Anthypna meles es una especie de coleóptero de la familia Glaphyridae.

## Distribución geográfica
Habita en Marruecos, Argelia y Túnez.